# Campeonato Juvenil Africano de 1983
El Campeonato Juvenil Africano de 1983 se jugó del 25 de julio de 1982 al 16 de abril de 1983 y contó con la participación de 25 selecciones juveniles de África.
Nigeria venció en la final a Costa de Marfil para ganar el título por primera vez.

## Participantes
| - Argelia - Angola - Camerún - Costa de Marfil - Guinea Ecuatorial - Egipto - Gabón - Gambia - Guinea - Burkina Faso - Congo - Etiopía - Mauricio | - Ghana - Liberia - Marruecos - Nigeria - Senegal - Sudán - Suazilandia - Togo - Túnez - Zimbabue - República Centroafricana - Libia |

## Ronda preliminar
| Equipo 1     | Agr. | Equipo 2                 | Ida | Vuelta |
| ------------ | ---- | ------------------------ | --- | ------ |
| Burkina Faso | w.o. | Costa de Marfil          | -   | -      |
| Gabón        | w.o. | República Centroafricana | -   | -      |
| Angola       | w.o. | Congo                    | -   | -      |
| Sudán        | w.o. | Etiopía                  | -   | -      |
| Ghana        | w.o. | Togo                     | -   | -      |
| Marruecos    | w.o. | Libia                    | -   | -      |
| Mauricio     | w.o. | Suazilandia              | -   | -      |
| Senegal      | 0-2  | Gambia                   | 0-2 | w.o.   |
| Liberia      | dq1  | Guinea                   | 2-2 | 2-1    |

1- Liberia fue descalificado por utilizar jugadores inelegibles para el torneo. 

## Primera ronda
| Equipo 1        | Agr. | Equipo 2          | Ida | Vuelta |
| --------------- | ---- | ----------------- | --- | ------ |
| Suazilandia     | 1-5  | Zimbabue          | 1-5 | w.o.   |
| Costa de Marfil | 4-1  | Guinea Ecuatorial | 4-0 | 0-1    |
| Sudán           | 2–4  | Egipto            | 1–1 | 1–3    |
| Guinea          | 3–2  | Togo              | 2–1 | 1–1    |
| Gabón           | 0–3  | Nigeria           | 0–1 | 0–2    |
| Angola          | 1–3  | Camerún           | 0–1 | 1–2    |
| Gambia          | 1–2  | Argelia           | 0–0 | 1–2    |
| Marruecos       | 4–0  | Túnez             | 4–0 | 0–0    |

## Cuartos de final
| Equipo 1 | Agr.         | Equipo 2        | Ida | Vuelta |
| -------- | ------------ | --------------- | --- | ------ |
| Egipto   | 1–1 (p: 7–8) | Guinea          | 1–0 | 0–1    |
| Nigeria  | 3–2          | Zimbabue        | 3–1 | 0–1    |
| Camerún  | 2–5          | Costa de Marfil | 0–2 | 2–3    |
| Argelia  | (a)3–3       | Marruecos       | 2–0 | 1–3    |

## Semifinales
| Equipo 1        | Agr.   | Equipo 2 | Ida | Vuelta |
| --------------- | ------ | -------- | --- | ------ |
| Guinea          | 2–3    | Nigeria  | 2–1 | 0–2    |
| Costa de Marfil | (a)2–2 | Argelia  | 1–0 | 1–2    |

## Final
| Equipo 1        | Agr. | Equipo 2 | Ida | Vuelta |
| --------------- | ---- | -------- | --- | ------ |
| Costa de Marfil | 3–4  | Nigeria  | 2–2 | 1–2    |

## Campeón
| Campeonato Juvenil Africano 1983 |
| Bandera de Nigeria               |
| Nigeria 1º Título                |

## Clasificados al Mundial Sub-20
| - Nigeria | - Costa de Marfil |